# Rio Pracuúba
Rio Pracuúba är ett vattendrag i Brasilien.   Det ligger i delstaten Pará, i den nordöstra delen av landet, 1 600 km norr om huvudstaden Brasília.
I omgivningarna runt Rio Pracuúba växer i huvudsak städsegrön lövskog. Runt Rio Pracuúba är det glesbefolkat, med 10 invånare per kvadratkilometer.